# IC 2627
IC 2627 — галактика типу SBbc (компактна витягнута галактика) у сузір'ї Чаша.
Цей об'єкт міститься в оригінальній редакції індексного каталогу.